# Angelo Partecipazio
Agnello Partecipazio, Angelo Participazio – doża Wenecji od 809 do 827. Fundator bazyliki św. Marka w Wenecji. Z jego inicjatywy w 828 (już po jego śmierci) kupcy weneccy wykradli z Aleksandrii szczątki Świętego Marka, pochowane w bazylice, którą zaczęto budować podczas rządów jego syna Giustiniana i zakończono podczas rządów kolejnego, Giovanniego I Partecipazio.